# Megan Guarnier
Megan Guarnier (nascida em 4 de maio de 1985) é uma ciclista norte-americana que irá competir no ciclismo nos Jogos Olímpicos de Verão de 2016, sob  a bandeira dos Estados Unidos.